# Хмырово (Пензенская область)
Хмырово — деревня Ульяновского сельсовета Тамалинского района Пензенской области. На 1 января 2004 года — 15 хозяйств, 19 жителей.

## География
Деревня расположена в 4 км северо-восточнее районного центра пгт. Тамала, расстояние до административного центра сельсовета села Ульяновка — 13 км.

## История
По исследованиям историка — краеведа Полубоярова М. С., деревня образована как хутор в начале XIX века помещиком Хмыровым, в середине XIX века к Хмырову присоединился хутор Шориных (или Шариных), а в 1911 году — хутор Морозов. В начале XX века — в Дуровской волости Сердобского уезда Саратовской губернии, в деревне — земское начальное училище. С 1939 года — в составе Пензенской области. До 2010 года деревня входила в Берёзовский сельсовет Тамалинского района. В 2010 году Берёзовский сельсовет был упразднён, его территория вошла в состав Ульяновского сельского совета.

## Численность населения
| год                | 1811     | 1859 | 1911 | 1939 | 1959 | 1979 | 1989 | 1996 | 2004 |
| ------------------ | -------- | ---- | ---- | ---- | ---- | ---- | ---- | ---- | ---- |
| количество жителей | около 70 | 128  | 397  | 225  | 215  | 97   | 46   | 34   | 19   |

## Улицы
- Овражная.